# Siri Olson
Siri Olson, egentligen Sigrid Viktoria Hallgren, ogift Olson, född 2 augusti 1913 i Hedesunda, Gävleborgs län, död 2 februari 2004 i Hedvig Eleonora församling i Stockholm, var en svensk skådespelare, sångare och dansare. 
Olson var engagerad vid Chinavarieten och utnämndes till den första  Miss China 1938. Hon filmdebuterade 1936 och kom att medverka i drygt 35 filmproduktioner. 
Siri Olson var från 1941 gift med operasångaren Carl-Axel Hallgren (1918–1987). De är begravda på Södertälje kyrkogård.

## Filmografi i urval
- 1936 – 65, 66 och jag
- 1936 – Kärlek och monopol
- 1936 – Intermezzo
- 1936 – Spöket på Bragehus
- 1937 – En flicka kommer till sta'n
- 1937 – Ryska snuvan
- 1937 – Pensionat Paradiset
- 1938 – Styrman Karlssons flammor
- 1938 – Pengar från skyn
- 1939 – Landstormens lilla Lotta
- 1939 – Kadettkamrater
- 1939 – Mot nya tider
- 1940 – Stora famnen
- 1941 – Det sägs på stan
- 1942 – Löjtnantshjärtan
- 1943 – Katrina
- 1944 – Kejsarn av Portugallien
- 1945 – Rosen på Tistelön
- 1952 – Snurren direkt

## Teater

### Roller
| År   | Roll        | Produktion                                                                       | Regi          | Teater             |
| ---- | ----------- | -------------------------------------------------------------------------------- | ------------- | ------------------ |
| 1937 | Edith       | Här kommer jag Axel Frische och Fleming Lynge                                    | Ragnar Klange | Folkets hus teater |
| 1937 | Medverkande | Opp och heja! eller Mannen som stal Golfströmmen Tage Forsberg och Henry Carlson |               | Mosebacketeatern   |
| 1942 | Elsa        | Lille Napoleon Paul Sarauw                                                       | Max Hansen    | Vasateatern        |